# Yōichi Higashi
Yōichi Higashi (東陽一, Higashi Yōichi) né le 14 novembre 1934 à Wakayama est un réalisateur et scénariste japonais.

## Biographie
Diplômé de l'université Waseda, Yōichi Higashi entre à la société de production Iwanami Productions (en) en 1957 où il travaille sur des documentaires. Devenu indépendant, il se tourne vers le cinéma de fiction. En 1971, il remporte le prix du nouveau réalisateur de la Directors Guild of Japan pour Yasashii nipponjin, un film sur un jeune homme qui enfant a survécu à un suicide de masse sur une île de l'archipel d'Okinawa à la suite de la défaite du Japon en 1945.

## Filmographie

### Réalisateur
Les mentions « +scénariste », « +monteur » et « +compositeur » indiquent respectivement que Yōichi Higashi est aussi l'auteur du scénario, du montage et de la musique.
- 1963 : A Face (court métrage documentaire)
- 1964 : Higashi-Murayama-shi (東村山市?) (court métrage documentaire)
- 1969 : Okinawa rettō (沖縄列島?) (documentaire)
- 1971 : Yasashii nipponjin (やさしいにっぽん人?) +scénariste +compositeur
- 1973 : Satori (日本妖怪伝 サトリ, Nippon yōkaiden: Satori?)[4] +scénariste
- 1978 : Un joueur de base-ball nommé Third (サード, Sādo?)[5]
- 1979 : Au revoir la vie facile (もう頬づえはつかない, Mō hōzue wa tsukanai?)[6] +scénariste
- 1980 : Shiki Natsuko (四季・奈津子?)
- 1981 : Lettre d'amour (ラブレター, Rabu retā?)[7]
- 1981 : Manon (マノン, Manon?)[8] +scénariste
- 1982 : The Rape (ザ・レイプ, Za reipu?) +scénariste
- 1982 : Jealousy Game (ジェラシー・ゲーム, Jerashi gēmu?)
- 1983 : Second Love (セカンド・ラブ, Sekando rabu?)
- 1984 : Wangan dōro (湾岸道路?)
- 1986 : Keshin (化身?)
- 1988 : Ureshi hazukashi monogatari (うれしはずかし物語?)
- 1992 : Le Fleuve sans pont (橋のない川, Hashi no nai kawa?) +scénariste
- 1996 : Le Village de mes rêves (絵の中のぼくの村, E no nakano bokuno mura?) +scénariste
- 2000 : Boku no ojisan (ボクの、おじさん?) +scénariste
- 2003 : Mon grand-père (わたしのグランパ, Watashi no guranpa?)[9],[10]
- 2004 : La Complainte du vent (風音, Fūon?)[11],[12] +monteur
- 2010 : Nāsu Natsuko no atsui natsu (ナース奈津子の熱い夏?) +scénariste
- 2010 : Watashi no chōkyō nikki (私の調教日記?) +scénariste
- 2010 : Yoi ga sametara, uchi ni kaerō (酔いがさめたら、うちに帰ろう。?) +scénariste
- 2011 : Shimai kyōen (姉妹狂艶?) +scénariste
- 2016 : Dareka no mokkin (だれかの木琴?) +scénariste +monteur

## Distinctions
Sauf indication contraire, les informations mentionnées dans cette section peuvent être confirmées par la base de données cinématographiques IMDb,  présente dans la section « Liens externes ».

### Récompenses
- 1971 : prix du nouveau réalisateur de la Directors Guild of Japan pour Yasashii nipponjin[2]
- 1978 : Hōchi Film Award du meilleur film pour Un joueur de base-ball nommé Third[13]
- 1979 : Blue Ribbon Award du meilleur film pour Un joueur de base-ball nommé Third[14]
- 1979 : prix Kinema Junpō du meilleur film et du meilleur réalisateur pour Un joueur de base-ball nommé Third[15]
- 1992 : Nikkan Sports Film Award du meilleur réalisateur pour Le Fleuve sans pont
- 1993 : prix Mainichi du meilleur réalisateur pour Le Fleuve sans pont[16]
- 1996 : Ours d'argent pour une performance individuelle remarquable pour Le Village de mes rêves à la Berlinale[17]
- 1996 : Licorne d'or pour Le Village de mes rêves au festival international du film d'Amiens
- 1996 : Grand prix pour Le Village de mes rêves au festival international du film de Flandre-Gand
- 1997 : prix spécial du jury pour Le Village de mes rêves au festival international du film d'Istanbul
- 2003 : Zénith d’or du meilleur film asiatique pour Mon grand-père au festival des films du monde de Montréal[10]
- 2004 : prix de l'innovation pour La Complainte du vent au festival des films du monde de Montréal[12]

### Sélections
- 1978 : Charybde d'or pour Un joueur de base-ball nommé Third au festival du film de Taormine
- 1993 : prix du meilleur réalisateur pour Le Fleuve sans pont aux Japan Academy Prize[18]
- 1996 : en compétition pour l'Ours d'or avec Le Village de mes rêves à la Berlinale[19]
- 2001 : en compétition pour le Grand prix du Festival international de films de Fribourg avec Boku no ojisan